# Eliana (álbum de 1998)
Eliana  é o sexto álbum de estúdio da apresentadora e cantora Eliana, lançado em 1998 pelas gravadoras BMG e RCA (atual Sony Music Brasil).
Durante a produção do álbum, a artista enfrentou rumores sobre uma possível saída do SBT, mas negou as especulações e destacou que sua prioridade era a emissora. Apesar disso, acabou indo para a Rede Record apresentar o programa infantil Eliana & Alegria.
Simultaneamente, dedicou-se à produção do novo disco, que contou com a participação do Coral Infantil da LBV e de Anderson Leonardo, vocalista do grupo Molejo. 
Comercialmente, tornou-se um sucesso, vendendo mais de 250 mil cópias e recebendo certificação de disco de ouro pela Associação Brasileira dos Produtores de Discos (ABPD).

## Antecedentes e contexto
Em 1998, surgiram rumores na imprensa brasileira sobre a possível saída da cantora e apresentadora Eliana do SBT. No entanto, a artista negou veementemente essas especulações e afirmou em uma entrevista: "Ainda estou em negociação com outras emissoras. Mas o SBT é a minha prioridade".
No mesmo ano, seu programa no canal de Silvio Santos, Eliana & Cia, completaria cinco anos no ar, e para comemorar, estavam previstos novos projetos e modificações no programa, incluindo mais brincadeiras educacionais. Apesar disso, a apresentadora deixou a emissora e estreou na Rede Record com o infantil Eliana & Alegria.
Na mesma época, alguns veículos de imprensa noticiaram que a artista estava se dedicando à produção de seu novo disco.

## Bastidores
Para a gravação da música "Dia de Alegria", a apresentadora convidou o Coral Infantil LBV, composto por crianças atendidas pela Legião da Boa Vontade, junto com com o Anderson Leonardo, vocalista do grupo Molejo. A respeito da participação das crianças a artista revelou: "Realmente é um dia de alegria, é muito bom estar com elas. Eu já visitei o Instituto de Educação LBV, em São Paulo; foi uma grande emoção, cheguei a chorar. É lindo ver pessoas voluntariamente trabalhando em prol da infância carente".
Ainda sobre a canção, a artista comentou o fato inédito de ter gravado um samba especialmente para as crianças e da participação de Anderson: "Gravei pela primeira vez um samba infantil . Ele é o máximo e foi uma experiência maravilhosa".
Com relação a capa do álbum, a artista aparece segurando o cão da raça poodle, que foi presente do apresentador Luciano Huck, que era namorado da apresentadora na época.

## Lançamento e divulgação
O álbum foi anunciado algumas vezes por diferentes jornais em 1998. Em 25 de julho, o periódico paulista Jornal Local, informou que o disco estava prestes a ser lançado. Em 8 de agosto, o jornal O Pioneiro informou que o lançamento estava programado para o mês de setembro. Em 27 de agosto, o jornal O Fluminense informou que o novo fonograma da cantora estaria nas lojas no início do mês seguinte.
O lançamento do álbum ocorreu com um show intitulado Eliana e o Rei do Arco-íris, em um fim de semana na casa de shows Canecão, em Botafogo, Rio de Janeiro. O show trouxe novas coreografias, cenários e canções do novo disco incluídas na setlist. A canção "Pai Nosso", por exemplo, foi incluída, sobre ela a artista comentou: "Neste momento do show agradeço a Deus por tudo de bom que tem acontecido em minha vida". Para a faixa que abre o disco, "Amigo Cão", a cantora contou com a presença do seu cachorrinho Snow, que aparece na capa do disco. Com duração de 70 minutos, a artista reviveu em cada show da nova turnê sucessos como "Os Dedinhos", "A Dança dos Bichos", "Minhoquinha" e "Xô Preguiça".

## Desempenho comercial
Comercialmente, tornou-se mais um sucesso na carreira fonográfica da cantora. De acordo com a revista estadunidense Billboard, em três semanas vendeu mais de 100 mil cópias no Brasil. A Associação Brasileira dos Produtores de Discos (ABPD) auditou a primeira leva de vendas e o certificou como disco de ouro no ano do lançamento.
As vendas aumentaram progressivamente ainda em 1998. Segundo o Jornal do Brasil, mais de 150 mil cópias foram vendidas em um mês de lançamento e a expectativa era de que atingisse as mais de 320 mil cópias do álbum anterior. Em dezembro, as vendas já tinham superado 250 mil cópias, o que o tornou elegível a um disco de platina.

## Lista de faixas
- Créditos adaptados do encarte do CD Eliana, de 1998.[14]

| N.º | Título                                                                                   | Compositor(es) | Duração |  |
| 1.  | "Amigo Cão"                                                                              |                | 3:07    |  |
| 2.  | "Dia de Alegria (Part.: Grupo Molejo)"                                                   |                | 3:09    |  |
| 3.  | "O Que É O Que É?"                                                                       |                | 3:47    |  |
| 4.  | "Pot-Pourri I: Passo a Passo / Meu Coraçãozinho / Somar, Subtrair, Dividir, Multiplicar" |                | 2:50    |  |
| 5.  | "Bem Juntinho da TV"                                                                     |                | 2:08    |  |
| 6.  | "Um Calendário de Amor"                                                                  |                | 2:35    |  |
| 7.  | "Pot-Pourri II: Corujinha / Recicléia / Barulhão"                                        |                | 3:24    |  |
| 8.  | "Música e Ritmo"                                                                         |                | 3:20    |  |
| 9.  | "Pot-Pourri III: Voa, Voa Abelhinha / Descobrindo o Brasil / Corre Cotia"                |                | 3:04    |  |
| 10. | "Dia da Criança"                                                                         |                | 2:30    |  |
| 11. | "Pot-Pourri IV: A Mãozinha / Deusão / A Rua"                                             |                | 4:18    |  |
| 12. | "Pot-Pourri V: Largue Essa Chupeta / Aperte o Meu Nariz / O Peixinho Fugiu"              |                | 3:32    |  |
| 13. | "A Festa"                                                                                |                | 3:59    |  |
| 14. | "Chuva de Amor"                                                                          |                | 3:35    |  |
| 15. | "Pai-Nosso"                                                                              |                | 3:58    |  |
| 16. | "Nossa Festa"                                                                            |                | 2:27    |  |

## Certificações e vendas
| Região                                              | Certificação | Vendas   |
| --------------------------------------------------- | ------------ | -------- |
| Brasil (Pro-Música Brasil)                          | Ouro         | 250,000* |
| *números de vendas baseados somente na certificação |              |          |